# Roadracing-VM 1953

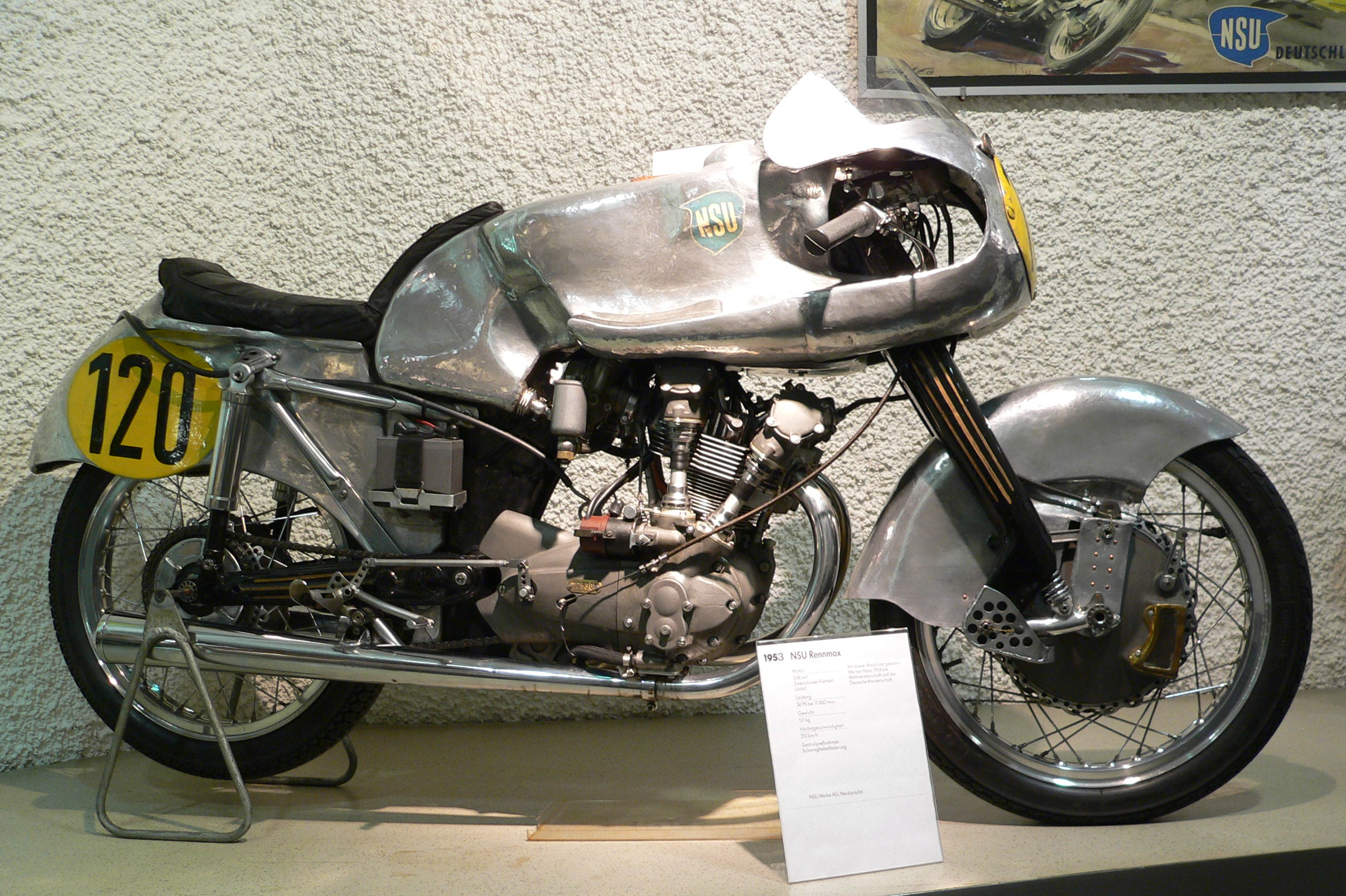
NSU Rennmax, Werner Haas mästarcykel i 250cc.

Världsmästerskapen i Roadracing 1953 arrangerades  av F.I.M. Säsongen bestod av nio Grand Prix i fem klasser: 500cc, 350cc, 250cc, 125cc och Sidvagnar 500cc. Den inleddes 12 juni med Tourist Trophy på Isle of Man och avslutades med Spaniens Grand Prix den 4 oktober.
| Klass   | Mästare individuellt       | Mästare konstruktörer |
| ------- | -------------------------- | --------------------- |
| 500GP   | Geoff Duke                 | Gilera                |
| 350GP   | Fergus Anderson            | Moto Guzzi            |
| 250GP   | Werner Haas                | NSU                   |
| 125GP   | Werner Haas (NSU)          | MV Agusta             |
| Sidvagn | Eric Oliver/Stanley Dibben | Norton                |

## Säsongen i sammanfattning
Britten Geoff Duke, världsmästare 1951, hade skrivit på för Gilera och blev åter världsmästare i 500-klassen efter fyra Grand Prix-segrar och en andraplats. Duke var regerande mästare i 350-klassen, men körde inte klassen 1953. Ny världsmästare blev hans landsman Fergus Anderson på Moto Guzzi. De två mindre klasserna, 250 och 125, blev en triumf för tyska NSU. Deras fabriksförare Werner Haas vann bägge klasserna. I 250 före team-kamraten Reg Armstrong.

## 1953 års Grand Prix-kalender
| Omgång | Datum | Grand Prix               | Bana                         | Segrare 125cc | Segrare 250cc     | Segrare 350cc     | Segrare 500cc   | Segrare Sidvagn |
| ------ | ----- | ------------------------ | ---------------------------- | ------------- | ----------------- | ----------------- | --------------- | --------------- |
| 1      | 12/6  | Isle of Man TT           | Mountain course              | Leslie Graham | Fergus Anderson   | Ray Amm           | Ray Amm         |                 |
| 2      | 27/6  | Dutch TT                 | Circuit van Drenthe          | Werner Haas   | Werner Haas       | Enrico Lorenzetti | Geoff Duke      |                 |
| 3      | 5/7   | Belgien                  | Circuit de Spa-Francorchamps |               |                   | Fergus Anderson   | Alfredo Milani  | Oliver / Dibben |
| 4      | 19/7  | Västtyskland             | Schottenring                 | Carlo Ubbiali | Werner Haas       | Carlo Bandirola † | Walter Zeller † |                 |
| 5      | 2/8   | Frankrike                | Rouen-Les-Essarts            |               |                   | Fergus Anderson   | Geoff Duke      | Oliver / Dibben |
| 6      | 15/8  | Ulster                   | Dundrod Circuit              | Werner Haas   | Reg Armstrong     | Ken Mudford       | Ken Kavanagh    | Smith / Nutt    |
| 7      | 23/8  | Schweiz                  | Circuit Bremgarten           |               | Reg Armstrong     | Fergus Anderson   | Geoff Duke      | Oliver / Dibben |
| 8      | 6/9   | Italien - Nationernas GP | Monza                        | Werner Haas   | Enrico Lorenzetti | Enrico Lorenzetti | Geoff Duke      | Oliver / Dibben |
| 9      | 4/10  | Spanien                  | Montjuïc                     | Angelo Copeta | Enrico Lorenzetti |                   | Fergus Anderson |                 |

† Västtysklands Grand Prix bojkottades av samtliga toppförare på grund av brister i säkerheten. Tävlingen räknades inte till världsmästerskapet.

### Poängräkning
De sex främsta i varje race fick poäng enligt tabellen nedan. De fyra bästa resultaten räknades i mästerskapen för 125cc, 250cc och sidvagnarna, de fem bästa resultaten räknades för 350cc och 500cc.
| Plats | 1 | 2 | 3 | 4 | 5 | 6 |
| ----- | - | - | - | - | - | - |
| Poäng | 8 | 6 | 4 | 3 | 2 | 1 |

## Slutställning

### 500-klassen
| Plats | Förare           | Land           | Fabrikat   | Poäng   | Segrar |
| ----- | ---------------- | -------------- | ---------- | ------- | ------ |
| 1     | Geoff Duke       | Storbritannien | Gilera     | 38      | 4      |
| 2     | Reg Armstrong    | Irland         | Gilera     | 24 (30) | 0      |
| 3     | Alfredo Milani   | Italien        | Gilera     | 18      | 1      |
| =     | Ken Kavanagh     | Australien     | Norton     | 18      | 1      |
| 5     | Ray Amm          | Sydrhodesia    | Norton     | 14      | 1      |
| 6     | Jack Brett       | Storbritannien | Norton     | 13      | 0      |
| 7     | Dickie Dale      | Storbritannien | Gilera     | 11      | 0      |
| =     | Giuseppe Colnago | Italien        | Gilera     | 11      | 0      |
| 9     | Fergus Anderson  | Storbritannien | Moto Guzzi | 8       | 1      |
| 10    | Rod Coleman      | Nya Zeeland    | AJS        | 7       | 0      |

Poäng inom parentes inklusive de strukna resultaten.

### 350-klassen
| Plats | Förare            | Land           | Fabrikat   | Poäng   | Segrar |
| ----- | ----------------- | -------------- | ---------- | ------- | ------ |
| 1     | Fergus Anderson   | Storbritannien | Moto Guzzi | 30 (34) | 3      |
| 2     | Enrico Lorenzetti | Italien        | Moto Guzzi | 26      | 2      |
| 3     | Ray Amm           | Sydrhodesia    | Norton     | 18      | 1      |
| 4     | Ken Kavanagh      | Australien     | Norton     | 18      | 0      |
| 5     | Jack Brett        | Storbritannien | Norton     | 12      | 0      |
| 6     | Rod Coleman       | Nya Zeeland    | AJS        | 9       | 0      |

### 250-klassen
| Plats | Förare            | Land           | Fabrikat   | Poäng   | Segrar |
| ----- | ----------------- | -------------- | ---------- | ------- | ------ |
| 1     | Werner Haas       | Västtyskland   | NSU        | 28 (35) | 2      |
| 2     | Reg Armstrong     | Storbritannien | NSU        | 23      | 2      |
| 3     | Enrico Lorenzetti | Italien        | Moto Guzzi | 22 (25) | 2      |
| 4     | Fergus Anderson   | Storbritannien | Moto Guzzi | 22 (26) | 1      |
| 5     | Alano Montanari   | Italien        | Moto Guzzi | 19      | 0      |
| 6     | Ken Kavanagh      | Australien     | Moto Guzzi | 6       | 0      |
| 7     | Siegfried Wünsche | Västtyskland   | DKW        | 6       | 0      |
| 8     | August Hobl       | Västtyskland   | DKW        | 6       | 0      |
| 9     | Otto Daiker       | Västtyskland   | NSU        | 6       | 0      |
| 10    | Arthur Wheeler    | Storbritannien | Moto Guzzi | 4       | 0      |

### 125-klassen
| Plats | Förare          | Land           | Fabrikat  | Poäng   | Segrar |
| ----- | --------------- | -------------- | --------- | ------- | ------ |
| 1     | Werner Haas     | Västtyskland   | NSU       | 30 (36) | 3      |
| 2     | Cecil Sandford  | Storbritannien | MV Agusta | 20      | 0      |
| 3     | Carlo Ubbiali   | Italien        | MV Agusta | 18      | 1      |
| 4     | Angelo Copeta   | Italien        | MV Agusta | 17      | 1      |
| 5     | Leslie Graham   | Storbritannien | MV Agusta | 8       | 1      |
| 6     | Otto Daiker     | Västtyskland   | NSU       | 7       | 0      |
| 7     | Emilio Mendogni | Italien        | Morini    | 6       | 0      |
| 8     | Wolfgang Brandt | Västtyskland   | NSU       | 5       | 0      |
| 9     | Reg Armstrong   | Storbritannien | NSU       | 4       | 0      |
| =     | Rupert Hollaus  | Österrike      | NSU       | 4       | 0      |